# پوپنژان
شهر پوپنژان (به فرانسوی: Pepingen) در ناحیه اداری ال-ویلوورد  در استان فلومیش بربان  در منطقه فلاندری در کشور بلژیک واقع شده‌است.